# Wahlen zum Repräsentantenhaus der Vereinigten Staaten 2012
Die Wahlen zum Repräsentantenhaus der Vereinigten Staaten fanden am 6. November 2012 statt. Hierbei wurden alle 435 Sitze des Repräsentantenhauses neu gewählt. Am selben Tag fanden auch die Präsidentschaftswahl und die Wahlen zum Senat statt. Zudem gab es elf Gouverneurswahlen, Wahlen zu den Parlamenten in zahlreichen Bundesstaaten sowie ein Referendum über den zukünftigen Status Puerto Ricos. Die Republikaner verloren 8 Sitze an die Demokraten, hielten aber ihre Mehrheit mit 234:201 Sitzen. Beim Popular Vote dagegen lagen die Demokraten vorn.

## Ergebnis
| Parteien                                                     | Parteien        | Sitze | Sitze | Sitze | Sitze   | Stimmen     | Stimmen |
| ------------------------------------------------------------ | --------------- | ----- | ----- | ----- | ------- | ----------- | ------- |
| Parteien                                                     | Parteien        | 2010  | 2012  | +/−   | Stärke  | Stimmen     | %       |
|                                                              | Republikaner    | 242   | 234   | −8    | 53,8 %  | 58.283.047  | 48,03 % |
|                                                              | Demokraten      | 193   | 201   | +8    | 46,2 %  | 59.646.195  | 49,15 % |
|                                                              | Andere Parteien | –     | –     | –     | –       | 3.414.660   | 2,81 %  |
| Gesamt                                                       | Gesamt          | 435   | 435   | 0     | 100,0 % | 121.343.902 | 100,0 % |
| Quelle: Huffington Post 2012 U.S. House Popular Vote Tracker |                 |       |       |       |         |             |         |